# Santiago Urkiaga
Santiago Urkiaga Pérez (Baracaldo, Vizcaya, 18 de abril de 1958) es un exfutbolista español. Jugó en el Athletic Club y en el R. C. D. Espanyol. Con la selección española acudió al Mundial de 1982 y a la Eurocopa de 1984.

## Trayectoria
Fichó por las categorías inferiores del Athletic Club cuando era infantil. Cuando llegó a cadete paso al lateral derecho. Tras varias temporadas en el Bilbao Athletic, se incorporó al Athletic Club en la temporada 1978-79. El 1 de noviembre debutó con el primer equipo en un partido de Copa del Rey disputado en el estadio "La Baluga" ante el Balmaseda (0-3). El 13 de mayo de 1979 debutó en Primera División en una derrota por 4-0 ante el Atlético de Madrid. En el equipo bilbaíno permaneció nueve temporadas, en las que logró cuatro títulos, siendo un jugador imprescindible. Jugó 345 partidos y logró siete goles.
En julio de 1987, después de haber sido dado de baja, firmó por el RCD Espanyol de Javier Clemente. En el equipo catalán estuvo dos temporadas. En la primera logró el subcampeonato de Copa de la UEFA y, posteriormente, sufrió un descenso a Segunda División en la temporada 1988-89.
Después de su retirada, inició su etapa como entrenador llegando a dirigir a equipos como el Santurtzi (1991-92) o el CD Basconia (1993-94) antes de que fuera segundo filial del Athletic Club. Posteriormente, se incorporó como empleado del Athletic Club.

## Clubes
| Club            | País   | Año       |
| --------------- | ------ | --------- |
| Bilbao Athletic | España | 1976-1979 |
| Athletic Club   | España | 1979-1987 |
| RCD Espanyol    | España | 1987-1989 |

## Selección española
Estuvo en los Juegos Olímpicos de 1980 disputados en Moscú, donde jugó tres partidos. También fue internacional sub-20 y sub-21 en varias ocasiones.
Debutó el 26 de marzo de 1980 contra Inglaterra. Disputó el Mundial de España (dos partidos) y la Eurocopa de 1984 (cuatro partidos). En total, jugó 14 partidos con la selección entre 1980 y 1984.

## Palmarés

### Nacional
| Título              | Club          | País   | Año  |
| ------------------- | ------------- | ------ | ---- |
| Liga española       | Athletic Club | España | 1983 |
| Liga española       | Athletic Club | España | 1984 |
| Copa del Rey        | Athletic Club | España | 1984 |
| Supercopa de España | Athletic Club | España | 1984 |

### Internacional
- Subcampeón de la Eurocopa (1): 1984.
- Subcampeón de la Copa de la UEFA: 1988.